# Guerra civile göktürk

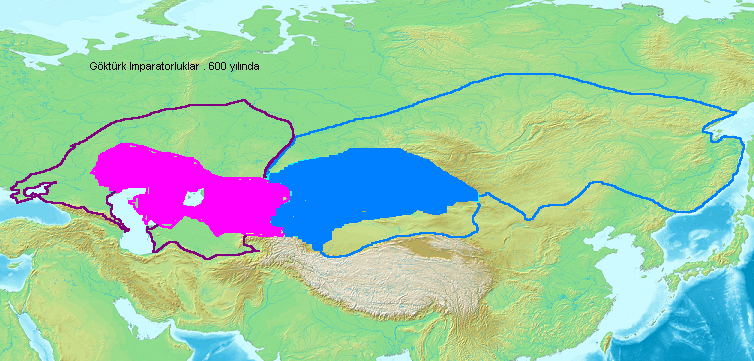
Impero turco

La guerra civile göktürk (o interregno turco) fu un'importante crisi in Asia centrale durante gli anni 580, che diede come risultato la divisione del Khaganato göktürk e la creazione di un khaganato occidentale e di uno orientale.

## Antefatto
Il Khaganato turco o Regno dei Göktürk era un impero che si estendeva tra l'Impero cinese e il Mar Nero. Il nome della dinastia regnante era Ashina. I khagan erano nominati dal kuriltai (consiglio dei capi tribù), normalmente tra i figli, fratelli e nipoti dell'ultimo sovrano.

## Inizio dell'interregno
Nel 581, il quarto khagan Taspar Qaghan morì. C'erano quattro pretendenti al trono. I loro nomi personali e regali sono mostrati sotto:
|                | padre, nonno      | Nome regale (Lettura cinese) | Nome personale (Lettura cinese) | Nome regale (Lettura turca di Gumilëv)       | Nome personale (Lettura turca di Gumilëv) |
| -------------- | ----------------- | ---------------------------- | ------------------------------- | -------------------------------------------- | ----------------------------------------- |
| Principe Anlo  | Taspar, Bumin     | Di-er ke-han                 | An-luo                          | NA                                           | Амрак (Amrak)                             |
| Apa Qaghan     | Muqan, Bumin      | A-po K'o-han                 | Ta-lo-pien                      | Апа-хан (Apa-khan)                           | Торэмен (Töremen)                         |
| Ishbara Qaghan | Issik, Bumin      | Sha-po-lüeh K'o-han,         | She-t'u                         | Бага Ышбара-хан (Bağa Işbara-han)            | Иль-кюлюг шад (İl-külüg şad)              |
| Tardu          | Fratello di Bumin | Ta-t'ou K'o-han              | Tien-chüeh                      | Тардуш-хан, Боке-хан (Tardu-khan, Böke-khan) | Кара-Чурин Тюрк (Kara-Çürin Türk)         |

Bumin fondò la dinastia e fu seguito nella successione dai suoi tre figli: Issik, Muqan e Taspar. Il principe Anlo era il figlio di Taspar Qaghan, Talopien (Apa Qaghan) e Shetu (Ishbara Qaghan) erano i nipoti di Taspar, mentre Tien-chueh (Tardu) era il cugino di Taspar (vedi Albero genealogico dei Göktürk).
Prima di morire, Taspar Qaghan aveva annunciato la sua preferenza per Apa Qaghan (poi chiamato Talopien) a succedergli invece di suo figlio Anlo, sebbene egli non avesse alcun diritto di determinare la successione. Durante il kuriltai dopo la morte di Taspar, Ishbara (poi chiamato Shetu), che era anch'egli un pretendente, vide che non aveva alcuna possibilità e sostenne il pacifista Anlo contro Apa per il motivo che la madre di Apa non era di nobile nascita. Minacciò quindi il kuriltai che in caso di elezione di Apa si sarebbe ribellato. Così il kuriltai nominò Anlo come nuovo khan. Tuttavia la reggenza di Anlo fu di breve durata a causa della reazione dei partigiani di Apa. Anlo rinunciò rapidamente al titolo in favore del suo potente alleato Shetu (Ishbara) che divenne il khan con il nome regale Ishbara Qaghan.

## Spartizione
Ishbara Qaghan tenne il centro, risiedendo nella foresta sacra di Ötüken nella Mongolia centrale. Tardush tenne l'estremo occidente in quello che stava diventando il Khaganato turco occidentale. Il terzo khagan era Anlo, che controllava la regione intorno al fiume Tuul vicino a Ulan Bator. Apa Qaghan era il sovrano dei territori settentrionali.

## Guerra civile
Nel 584, Ishbara Qaghan razziò il territorio di Apa Qaghan e uccise la madre di quest'ultimo. Apa Qaghan trovò rifugio ad ovest e si alleò con il suo potente sovrano Tardu. Sia Tardu che suo fratello Tamgan (Turksanf), il sovrano dell'area del fiume Volga, lo rifornirono di truppe. Ishbara Qaghan non era in grado di competere con questa forza e accettò la sovranità della Cina dei Sui per proteggersi. Con il sostegno cinese riuscì a catturare i membri della famiglia di Apa Khagan. Apa Qaghan ancora una volta fuggì ad ovest e si stabilì nel Paykend vicino a Bukhara (nell'odierno Uzbekistan). Tuttavia, nel suo nuovo territorio, la precedente alleanza si ruppe ed egli perse anche il sostegno di Tardu a causa del disaccordo sul controllo della Via della seta. Nel 587, sia Ishbara Qaghan che Apa Qaghan morirono.

## Conseguenze
Dopo la morte di Ishbara e Apa l'oriente fu tenuto dal fratello di Ishbara Bagha Qaghan (587-89) e dal figlio di Ishbara Tulan Qaghan (589-99), mentre l'occidente rimase sotto Tardush (587-603). Dopo la morte di Tulan, Tardush riunificò brevemente oriente ed occidente, ma dopo il 603 le due metà furono definitivamente separate.